# Пирумов, Александр Иванович
Алекса́ндр Ива́нович Пиру́мов (6 февраля 1930, Тифлис, ЗСФСР — 20 июля 1995, Москва, Россия) — российский композитор и педагог, заслуженный деятель искусств РСФСР (1983).

## Биография
В 1949 году окончил музыкальную школу по классу фортепиано. Обучался в Ереванской консерватории, в классе Э. М. Мирзояна. В 1952 году переехал в Москву. В 1956 году окончил Московскую консерваторию (класс Дмитрия Борисовича Кабалевского), в 1960 году — аспирантуру (у него же).
С 1962 года преподавал (класс сочинения и курс полифонии) в Московской консерватории (с 1984 года — профессор). Среди его учеников Дмитрий Чупатов, Александр Рабинович, Марк Минков, Сергей Колмановский, Елена Фирсова, Ефрем Подгайц, Алишер Латиф-Заде и другие.
Умер в 1995 году. Похоронен на Армянском кладбище.

## Сочинения
- Квартет до минор (1952)
- Квартет фа мажор (1954)
- «26» — поэма-кантата (1956)
- «Реквием в память воина-брата» (1975)
- 4 симфонии (1956—73)
- Концерт-вариации для фортепиано с оркестром (1972),
- Прелюдия и токката для фортепиано (1961)
- Концерт для гобоя и камерного оркестра
- Сонатина для фортепиано
- Полифоническая тетрадь. 12 прелюдий и фуг для фортепиано
- Соната для виолончели и фортепиано
- Хоровые циклы
- Романсы на стихи Абулькасима Лахути
- Музыка для кино

## Композиторская фильмография
1. 1959 — Человек меняет кожу
2. 1962 — Каменные километры (короткометражный)
3. 1963 — Слуша-ай!..
4. 1968 — По Руси
5. 1968 — Портрет Дориана Грея